# 果帕达里亚河

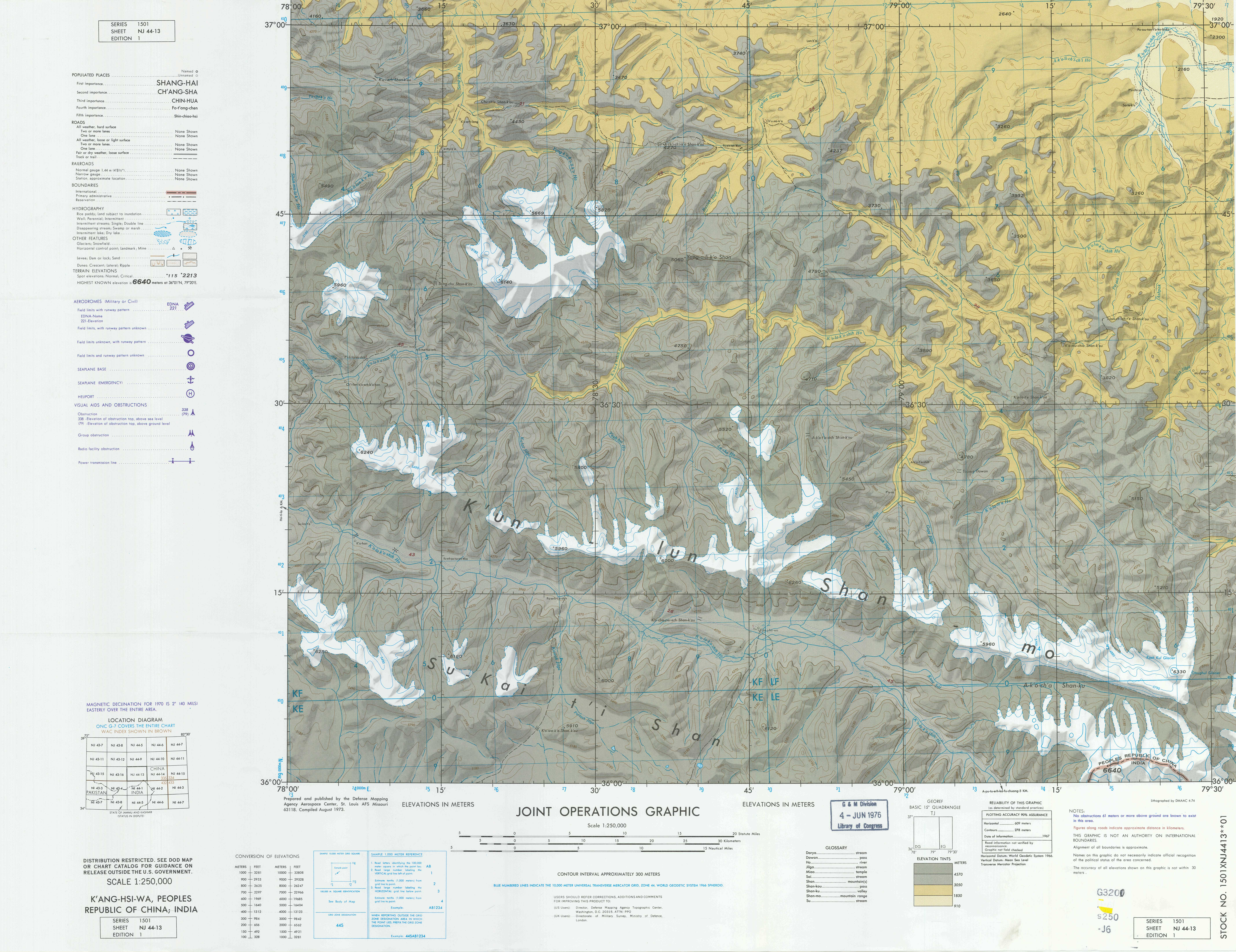
喀拉喀什河上游地区的地圖（DMA, 1973年），果帕达里亚河（Gopi Jilga）位于图中部。

果帕达里亚河(Gopi Jilga, 36°22′22″N 79°00′51″E / 36.37278°N 79.01417°E)，又名锅巴河，位于中华人民共和国新疆维吾尔自治区和田县南部昆仑山地区的一条河流，是普夏达里亚河右岸支流，发源于昆仑山脉北坡的冰川区，大体自东南向西北流，最后注入普守达里亚河。河长27千米，流域面积179平方千米。流域内崇山峻岭，交通不便，人迹罕至。